# 1683 год в науке
В 1683 году произошли различные научные и технологические события, некоторые из которых представлены ниже.

## События
- Венецианский географ Винченцо Мария Коронелли преподнёс французскому королю Людовику XIV собственноручно изготовленные земной и небесный глобусы. Сейчас эти глобусы, диаметром 384 см и весом около 2 тонн, представлены в Национальной Библиотеке Франции[1].
- 17 сентября — голландский естествоиспытатель Антони ван Левенгук в письме Лондонскому королевскому обществу описывает невидимых глазом животных, которых назвал анималькулями, и прилагает их изображения. Это первое исследование простейших микроорганизмов[2].
- 24 мая в английском Оксфорде открылся Музей Эшмола, первый в мире университетский музей[3].

## Публикации
- Французский военный инженер Себастьен Ле Претр де Вобан начал издание руководства по фортификационным сооружениям: «Le Directeur-Général des fortifications».

## Родились
См. также: Категория:Родившиеся в 1683 году
- 28 февраля — Рене Антуан Реомюр (умер в 1757 году), французский физик.
- 12 марта — Джон Теофил Дезагюлье (умер в 1744 году), английский учёный, трижды лауреат медали Копли.
- 23 декабря — Франсуа Николь (умер в 1758 году), французский математик.

## Скончались
См. также: Категория:Умершие в 1683 году
- 6 марта — Гварино Гварини (род. в 1624 году), итальянский архитектор.
- 10 ноября — Роберт Морисон (род. в 1620 году), шотландский ботаник.